# Symmoriidae
Die Symmoriidae sind eine ausgestorbene Familie haiartiger Knorpelfische aus Gruppe der Symmoriida. Das Taxon wurde erstmals von Bashford Dean im Jahre 1909 aufgestellt. Die namensgebende Gattung bildet Symmorium; zwei weitere Gattungen sind Cobelodus und Denaea. Fossilien wurden auf dem amerikanischen Doppelkontinent sowie in Europa gefunden und werden auf das Oberdevon und Unterkarbon datiert.

## Merkmale
Die Gattungen der Symmoriidae ähneln vom Körperbau her Cladoselache, einer anderen urtümlichen Gattung der Plattenkiemer, allerdings außerhalb der Symmoriida. Sie besaßen eine als metapterygiale Achse bezeichnete Verlängerung der Brustflosse. Die Funktion wird noch diskutiert, vermutlich diente sie zur Fortbewegung, zur Verteidigung oder zur Balz. Des Weiteren war ein Auswuchs über der Schulterregion, der bei anderen Familien der Symmoriida auftritt, nicht vorhanden.

## Systematik
Die Symmoriidae sind die namensgebende und zugleich basalste Familie der Symmoriida. Das Schwestertaxon bildet wahrscheinlich eine unbenannte Gruppe, die die Gattung Falcatus und die Stethacanthidae beinhaltet. 
|  | Symmoriidae                                                  |
|  |                                                              |
|  | \| \| Falcatus \| \| \| \| \| \| Stethacanthidae \| \| \| \| |
|  |                                                              |
|  | Falcatus                                                     |
|  |                                                              |
|  | Stethacanthidae                                              |
|  |                                                              |

|  | Falcatus        |
|  |                 |
|  | Stethacanthidae |
|  |                 |

### Gattungen
- Cobelodus
- Denaea
- Symmorium